# Станислав Бондаренко
Станислав Генадјевич Бондаренко (рођен 2. јула 1985, Дњипрорудно) је руски позоришни и филмски глумац. Глумац је Државног академског позоришта Мосовета у Москви.

## Биографија
Рођен у граду Дњипрорудну, Запорошка област, Украјинска ССР. Родитељи су се рано развели, а дечака је одгајао очух. Станислав има старијег полубрата Александра и 9 година млађе, сестре близнакиње Снежану и Светлану.  Од детињства, Станислав се бавио спортом, похађао секције тениса, каратеа, теквондоа, фудбала, пливања. Бавио се балским плеосвима у студију у рекреативном центру „Горњак“. 
1996. године породица се преселила у Москву. Након што је завршио школу, уписао је Московски институт за ваздухопловство, али се онда нагло предомислио и уписао ГИТИС - Руски институт за позоришну уметност на курсу Валентина Васиљевича Тепљакова и Павла Осиповича Хомског. Од треће године почиње да глуми у филмовима. 2005. године на каналу СТС пуштена је серија са његовим учешћем „Талисман любви“, која је од првих епизода освојила огромну армију обожавалаца.  
2016. године заједно са петоструком шампионком Грузије у спортским балским плесовима Ником Кешелавом постао је победник шесте сезоне пројекта Звезде плешу у Грузији. 
У 2020. години у продукцији је више од пет филмских пројеката, укључујући неколико серија филмске компаније Русское за ТВ канал Русија-1.   
Према порталу кинотеатр.ру, који има најпотпунију базу података руских глумаца, Бондаренко је заузео 1. место на „Листи најпопуларнијих глумаца и глумица“ у 2018. и 2. место у 2019. и 2020. години.  

## Лични живот
Станислав Бондаренко се 2008. оженио глумицом Јулијом Чиплијевом, коју је упознао док је студирао на ГИТИС-у. У новембру 2008. пар је добио сина Марка, али се 2015. године пар раздвојио.  
Друга супруга је манекенка и предузетница Аурелија Аљехина  У новембру 2017. пар је добио ћерку Алексију, а у марту 2019. године ћерку Микаелу. 

## Награде
- 2016 - Награда публике „Звезда позоришта“ у номинацији „Најбољи глумац у споредној улози“ (за улогу Иполита у представи „Не всё коту масленица“, Позориште Мосовет). [12] [13]
- 2017 – Награда публике „Звезда позоришта” у номинацији „Најбоља улога позоришног глумца у биоскопу” (за главну улогу Никите Телегина у филму Мурада Алијева „Беглец”). [14] [13]
- 2017 - Награда града Москве у области књижевности и уметности у номинацији „Позоришна уметност“ (за учешће у представи „Не всё коту масленица“, Позориште Мосовет). [15] [13]

## Линкови
- Станислав Бондаренко на сајту позоришта Моссовет
- Станислав Бондаренко на сајту Афиша
- Цлосе-уп. Гост: глумац Театра Московског градског већа Станислав Бондаренко Архивирано на веб-сајту  (24. август 2021) // Позоришна средина браће Верников. Радиокултура. 2017. 15. март.
- Станислав Бондаренко // Амур Инфо. 2016. 30 сентября. на веб-сајту </img>
- [https://www.youtube.com/watch?v=PII3CyL6jXU

1. 10ВопросовК. Станислав Бондаренко. БОЛЬШОЕ НЕБО // GPM KIT. 2018. 30 декабря.] на веб-сајту </img>

- Станислав Бондаренко в программе «Судьба человека с Борисом Корчевниковым» // Россия 1. 2019. 6 февраля. на веб-сајту </img>
- Станислав Бондаренко в программе «Судьба человека с Борисом Корчевниковым» // Россия 1. 2021. 5 октября. на веб-сајту </img>